# 新加坡南洋孔教會
新加坡南洋孔教會（英語：Nanyang Confucian Association）為新加坡華人文化團體，創立於1914年，初名「實得力孔教會」（「實得力」為英文「Straits」之音譯）。1949年改稱為「南洋孔教會」，沿用至今。該會長期致力於弘揚儒家思想與中華文化，推動教育與道德教化。

## 宗旨
南洋孔教會之宗旨，在於宣揚與振興孔子之教育與道德文化，促進世界和平與人類和諧，同時扶助格致各種學問及公益事業。該會強調「教」字之涵義，指道德教育與文化啟迪，並不自視為宗教團體。其目標在於倡導儒家核心價值，弘揚孔孟之道，以達於正本清源、端正人心之效。

## 沿革

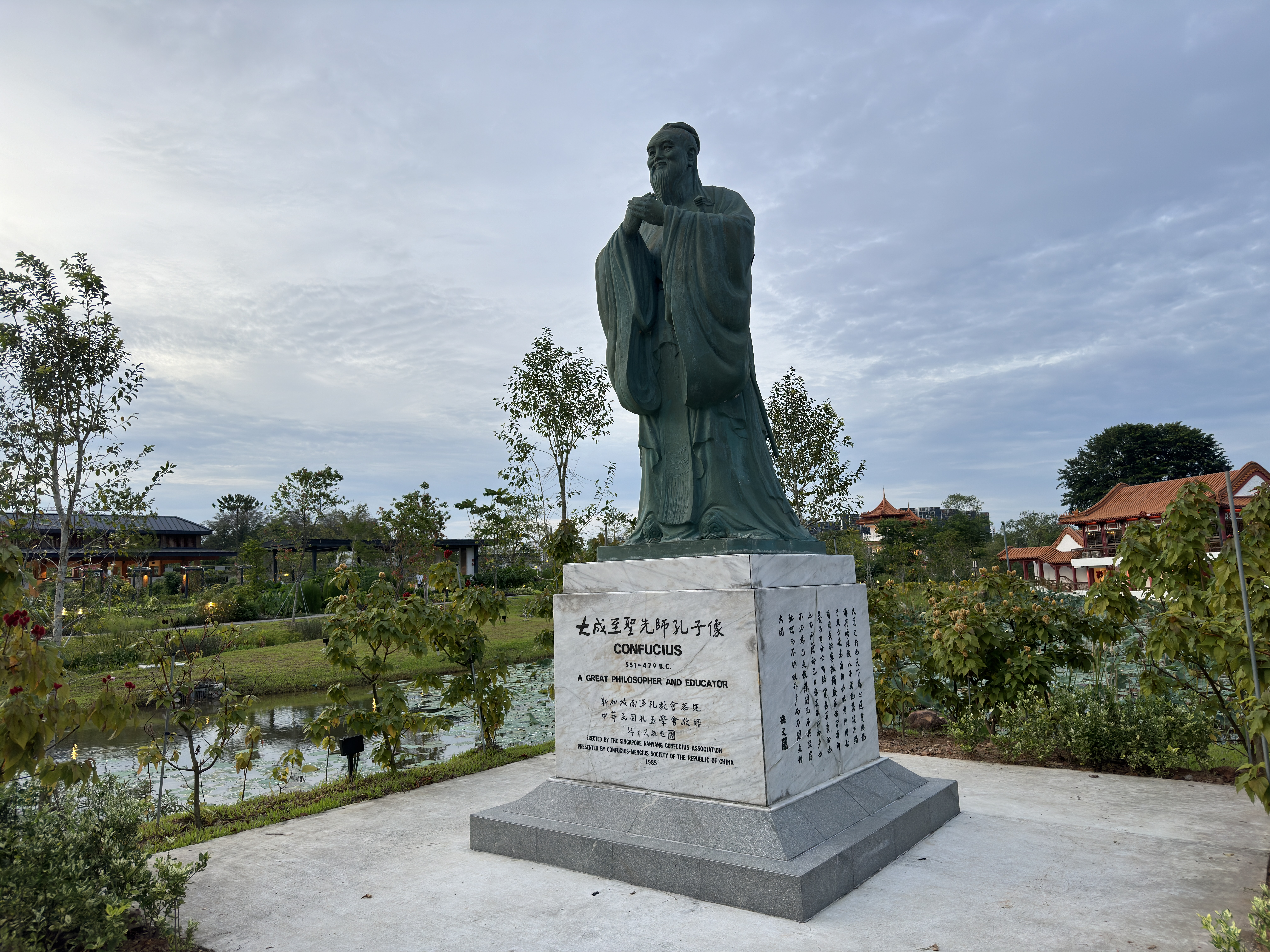
中華民國孔孟學會于1985年贈送新加坡南洋孔教會的孔子标准像，現置於裕華園。（2024年12月摄）

### 成立實得力孔教會
根據文獻記載，實得力孔教會最遲於1914年3月24日前已經設立，初期會址即設於新加坡中華總商會，由華僑銀行創辦人陳延謙等人所創立。南洋孔教會創會初期即在當地華人社會中推動孔教教化，活動興盛。然而在新加坡日據時期，會務曾一度全面停頓。戰後於1949年恢復正常運作。

### 籌建會所
1951年初，南洋孔教會會長鄭振文因赴澳洲辭職，由林慶年繼任。林氏上任後即著手籌劃會所建設，並提出設立附屬圖書館之構想，隨即成立「星華圖書館籌募委員會」，成員包括林慶年、黃曼士、鄭應心、何葆仁及書業工會代表。圖書館命名為「星華」，顯示孔教會期望於文化上引領華人社會。然而，該計畫最終因故未能實現，推測與資金困難有關。
2007年，由郭文龍接任會長後推動改革，包括購置會所、擴充會員、增加文化活動，並著手籌建孔聖堂。
2016年，南洋孔教會於環宇廣場新會所舉行落成典禮，並慶祝孔子誕辰2567週年。該會所前身為樂宮戲院，象徵孔教會百年來的奮鬥與安身立命。會長郭文龍強調，有志推廣儒家文化的董事群才是會務發展的關鍵。同時，第33屆董事會首次引入兩位非華族成員——通曉華語的馬來族耶亞華及印度族拉維·沙爾瑪。出席典禮的議員郭獻川亦指出，儒家思想如何與其他文化融合，對促進當代社會和諧具有重要意義。

### 籌建孔廟
2004年起，南洋孔教會開始籌劃在新加坡興建孔廟，並成立以杜南發博士為首的「孔廟籌建委員會」。同年6月召開首次會議，初步擬定廟名為「孔聖堂」（英語：Confucian Hall, Singapore）。預估建廟經費為新幣一千萬元，構想包括一座多層建築，設有祭祀空間、教學設施及圖書館。
該計畫標誌著孔教會從早期排斥神祇崇拜、重視文化教化的立場，轉向兼顧宗教功能的實踐策略。此一轉變，引發學界關於其宗教性質的討論。
2007年，郭文龍出任會長後，將推動孔廟建設列為要務之一。2009年，孔教會理事會通過備忘錄，建議由政府主導興建孔廟，作為儒家思想傳播與研究基地，並期望於2011年世界華商大會期間舉行奠基典禮。該構想獲部分政界人士如許通美支持，惟最終因資金與行政支援不足而未能實現。儘管建廟計畫受挫，南洋孔教會未完全放棄該構想，仍持續尋求海內外支持與合作機會。
此外，郭文龍亦對在孔子故里曲阜興建大型基督教堂表達反對，認為凡屬華人，皆應維護儒家文化傳統，並有權對中國文化事務表達意見。

### 推廣華文教育
2014年，南洋孔教會會長郭文龍與來自新加坡、馬來西亞及印尼的多位華社代表，於印尼民丹島共同成立「民丹南洋資源企業」，旨在推動當地成人華語教育，並恢復中斷多年的華文教學傳統。該計劃以非營利為宗旨，計劃招募新加坡退休華文教師，前往民丹島教授基礎至高級的華語課程，兼授中華文化知識。課程面向所有族群開放，強調文化傳承與社會融合。此一合作亦獲得印尼東盟南洋大學基金會與民丹端華學校的支持，並計劃擴展至中醫保健與長者文化村設施。

### 近代
2015年7月29日，南洋孔教會與新加坡社科大學簽署諒解備忘錄，設立由孔子文化基金有限公司資助的儒學獎學金，專供修讀中文與文學學士課程之學生申請。該計劃為期四年，每學年資助四名在儒家哲學與文學科目中成績優異的學生。
2023年，南洋孔教會迎來創會110周年，並舉辦主題為「儒學在當代的生命力」之國際儒學研討會，邀請來自中國大陸、台灣、香港與新加坡等地之學者，共同探討儒家思想於現代社會中的價值與應用。活動亦包括音樂會與展覽，顯示該會於文化推廣上的多元努力。

## 活動
為推廣儒家倫理與中華文化，南洋孔教會長年舉辦各項文化活動與教育項目。其中包括「孝道音樂晚會」、「中學生孝道營」、「孝道徵文比賽」與「孝道論壇」，以孝親為切入點，向社會大眾尤其是青年傳播儒家倫理價值。此外，也定期舉辦儒家文化論壇與讀書會，並在《聯合早報》刊登儒家經典語錄，藉此提升公眾對傳統文化之認識與關注。青年團亦活躍，致力於培養新一代儒學傳人。
為鼓勵青年研習中國哲學與儒學經典，南洋孔教會於孔子誕辰慶典期間，頒發獎學金予在中國哲學領域表現優異之學生。該會並與各大專院校、文化機構合作，促進儒學學術研究與國際交流。

## 爭議

### 377A條文事件
2018年10月，南洋孔教會於年度孔誕紀念晚宴上，因刑事法典第377A條文（規範男性間性行為）的相關言論引發爭議。時任會長郭文龍於致詞中，代表董事會表達反對廢除第377A條文，理由包括同性性行為「違反自然、天理與人道」等，並認為此舉將為同性婚姻合法化鋪路。他在場向350名賓客致詞時強調：「當人們守護好傳統文化時，社會便能穩定和諧；當人們否定並拋棄傳統文化時，社會將會禮崩樂壞，動盪不安。」
時任副會長、新加坡國立大學中文系副教授王昌偉對此立場表示不認同，主張儒家思想從未提倡對同性戀者的道德審判，遂於翌日辭去副會長職務，並於社交媒體上宣布退出孔教會。然而，王昌偉亦公開肯定孔教會近年在文化建設與推廣中國哲學方面的貢獻，表示將繼續關注並支持其文化事業發展。郭文龍則表示尊重王昌偉的立場，強調雙方雖有分歧，惟關係未受影響。王辭職後仍受邀擔任學術顧問。與會的學者許齊雄亦在《聯合早報》發表評論文章，逐一反駁郭文龍的言論，強調儒家傳統對同性戀議題並無道德敵視，主張包容為中華文化之本。